# Tiro nos Jogos Olímpicos de Verão de 2016 - Skeet feminino
A prova do skeet feminino do tiro nos Jogos Olímpicos de Verão de 2016 decorreu a 12 de agosto  no Centro Nacional de Tiro.

## Formato da competição
Foram disputadas três rondas: na qualificação, cada atiradora disparou 25 tiros, com as seis melhores a avançarem para a semifinal e, posteriormente, para os encontros das medalhas. Aqui dispararam mais 16 tiros, com os empates desfeitos através do shoot-off.

## Medalhistas
Num duelo italiano, Diana Bacosi levou a melhor sobre Chiara Cainero para ser campeã olímpica. Kim Rhode, dos Estados Unidos, ganhou o bronze ao derrotar Wei Ning (China).
| Ouro   | ITA Diana Bacosi   |
| Prata  | ITA Chiara Cainero |
| Bronze | USA Kim Rhode      |

## Recordes
Antes do evento, estes eram os recordes olímpicos e mundiais:
| Qualificação     | Qualificação                                   | Qualificação                                   | Qualificação                                   | Qualificação                                   | Qualificação |
| Tipo             | Atiradora                                      | Pontos                                         | Local                                          | Data                                           |              |
| ---------------- | ---------------------------------------------- | ---------------------------------------------- | ---------------------------------------------- | ---------------------------------------------- | ------------ |
| Recorde mundial  | Diana Bacosi                                   | 75                                             | Baku                                           | 20 de junho de 2015                            |              |
| Recorde mundial  | Aleksandra Jarmolińska                         | 75                                             | Qabala                                         | 8 de agosto de 2015                            |              |
| Recorde mundial  | Chiara Cainero                                 | 75                                             | Lonato                                         | 9 de julho de 2016                             |              |
| Recorde olímpico | As regras mudaram desde as últimas Olimpíadas. | As regras mudaram desde as últimas Olimpíadas. | As regras mudaram desde as últimas Olimpíadas. | As regras mudaram desde as últimas Olimpíadas. |              |

O seguinte recorde foi estabelecido durante a competição:
| Data         | Fase         | Atiradora | País      | Pontos | Recorde          |
| ------------ | ------------ | --------- | --------- | ------ | ---------------- |
| 12 de agosto | Qualificação | Wei Meng  | CHN China | 73     | Recorde olímpico |

## Resultados

### Qualificação
Estes foram os resultados da fase qualificatória:
| Pos. | Atiradora              | País                | 1  | 2  | 3  | Shoot-off | Total | Notas |
| ---- | ---------------------- | ------------------- | -- | -- | -- | --------- | ----- | ----- |
| 1    | Wei Meng               | CHN China           | 23 | 25 | 25 |           | 73    | Q,    |
| 2    | Kim Rhode              | USA Estados Unidos  | 23 | 25 | 24 |           | 72    | Q     |
| 3    | Diana Bacosi           | ITA Itália          | 25 | 23 | 24 |           | 72    | Q     |
| 4    | Chiara Cainero         | ITA Itália          | 24 | 22 | 24 |           | 70    | Q     |
| 5    | Amber Hill             | GBR Grã-Bretanha    | 23 | 24 | 23 |           | 70    | Q     |
| 6    | Morgan Craft           | USA Estados Unidos  | 24 | 24 | 21 | +2        | 69    | Q     |
| 7    | Albina Shikarova       | RUS Rússia          | 21 | 23 | 25 | +1        | 69    |       |
| 8    | Melisa Gil             | ARG Argentina       | 23 | 21 | 25 | +1        | 69    |       |
| 9    | Wei Ning               | CHN China           | 24 | 20 | 24 |           | 68    |       |
| 10   | Sutiya Jiewchaloemmit  | THA Tailândia       | 23 | 22 | 23 |           | 68    |       |
| 11   | Christine Wenzel       | GER Alemanha        | 22 | 24 | 22 |           | 68    |       |
| 12   | Aleksandra Jarmolińska | POL Polônia         | 23 | 23 | 22 |           | 68    |       |
| 13   | Chloe Tipple           | NZL Nova Zelândia   | 21 | 23 | 23 |           | 67    |       |
| 14   | Elena Allen            | GBR Grã-Bretanha    | 23 | 18 | 23 |           | 64    |       |
| 15   | Andri Eleftheriou      | CYP Chipre          | 21 | 21 | 22 |           | 64    |       |
| 16   | Danka Barteková        | SVK Eslováquia      | 22 | 20 | 22 |           | 64    |       |
| 17   | Aislin Jones           | AUS Austrália       | 21 | 20 | 22 |           | 63    |       |
| 18   | Naoko Ishihara         | JPN Japão           | 18 | 20 | 24 |           | 62    |       |
| 19   | Francisca Crovetto     | CHI Chile           | 21 | 22 | 19 |           | 62    |       |
| 20   | Libuše Jahodová        | CZE República Checa | 18 | 19 | 21 |           | 58    |       |
| 21   | Daniela Carraro        | BRA Brasil          | 19 | 19 | 20 |           | 58    |       |

### Semifinal
Estes foram os resultados da fase semifinal:
| Pos. | Atiradora      | País               | Total | Shoot-off | Notas               |
| ---- | -------------- | ------------------ | ----- | --------- | ------------------- |
| 1    | Chiara Cainero | ITA Itália         | 16    |           | Disputa pelo ouro   |
| 2    | Diana Bacosi   | ITA Itália         | 15    |           | Disputa pelo ouro   |
| 3    | Wei Ning       | CHN China          | 14    | +4        | Disputa pelo bronze |
| 4    | Kim Rhode      | USA Estados Unidos | 14    | +4        | Disputa pelo bronze |
| 5    | Morgan Craft   | USA Estados Unidos | 14    | +3        |                     |
| 6    | Amber Hill     | GBR Grã-Bretanha   | 13    |           |                     |

### Finais
Estes foram os resultados das disputas pelas medalhas:
| Pos.              | Atiradora      | País               | Total | Shoot-off | Notas |
| ----------------- | -------------- | ------------------ | ----- | --------- | ----- |
| Medalha de ouro   | Diana Bacosi   | ITA Itália         | 15    |           |       |
| Medalha de prata  | Chiara Cainero | ITA Itália         | 14    |           |       |
| Medalha de bronze | Kim Rhode      | USA Estados Unidos | 15    | +7        |       |
| 4                 | Wei Ning       | CHN China          | 15    | +6        |       |

Legenda
| Recorde mundial      | Recorde mundial (World record)               |                       | Recorde africano                      | Recorde africano (African) |                                           | Q | Classificado por posição (Qualified) |
| Recorde olímpico     | Recorde olímpico (Olympic record)            | Recorde da América    | Recorde da América (Americas)         | q                          | Classificado por melhor tempo (Qualified) |   |                                      |
| Melhor marca do ano  | Melhor marca do ano (World leading)          | Recorde asiático      | Recorde asiático (Asian)              | DNS                        | Não largou (Did not start)                |   |                                      |
| Recorde nacional     | Recorde nacional (National record)           | Recorde europeu       | Recorde europeu (European)            | DNF                        | Não terminou (Did not finish)             |   |                                      |
| Recorde pessoal      | Recorde pessoal do atleta (Personal best)    | Recorde da Oceania    | Recorde da Oceania (Oceania)          | DSQ / DQ                   | Desclassificado (Disqualified)            |   |                                      |
| Recorde da temporada | Recorde da temporada do atleta (Season best) | Recorde sul-americano | Recorde sul-americano (South America) | NM                         | Sem marca (No mark)                       |   |                                      |